# William David Lindsay Ride
William David Lindsay Ride, spesso abbreviato in W. D. L. Ride, (Londra, 8 maggio 1926 – Canberra, 6 novembre 2011), è stato uno zoologo e paleontologo inglese.
Fu anche Presidente della Commissione che redasse il Codice internazionale di nomenclatura zoologica.

## Biografia
Ride era il figlio maggiore di Sir Lindsay Tasman Ride.
Nel 1957, Ride fu nominato Direttore del Western Australian Museum di Perth e Lettore in Zoologia presso la University of Western Australia.
Nel 1975, fu nominato Direttore dell'Australian Biological Resources Study, situato all'interno della Commonwealth Scientific and Industrial Research Organisation (CSIRO) a Canberra.
Ride lavorò per la CSIRO dal 1974 al 1980. Tra il 1982 e il 1987, tenne anche l'incarico di Capo della Scuola di Scienze Applicate al Canberra College of Advanced Education; nel 1987 fu nominato Preside del College.
Dopo il pensionamento, avvenuto nel 1987, e fino al 2002, fu un Visiting Fellow presso la Università Nazionale Australiana.

## Opere
Oltre a numerosi articoli pubblicati nella letteratura scientifica, Ride è stato autore o editore, fra le altre, delle seguenti opere:
- Ride, W.D.L. (1970). A guide to the native mammals of Australia. (Illustrated by Ella Fry). OUP: Melbourne. ISBN 0-19-550252-3
- Groves, R.H.; & Ride, W.D.L. (Eds). (1982). Species at Risk: Research in Australia. (Proceedings of a Symposium on the Biology of Rare and Endangered Species in Australia, sponsored by the Australian Academy of Science and held in Canberra, 25 and 26 November 1981). Springer-Verlag.
- Ride, W.D.L.; & Younes, T. (Eds). (1987). Biological Nomenclature Today. (IUBS Monograph Series No.2). OUP: USA. ISBN 1-85221-016-8